# Marquez, Texas
Marquez là một thành phố thuộc quận Leon, tiểu bang Texas, Hoa Kỳ. Năm 2010, dân số của xã này là 263 người.

## Dân số
- Dân số năm 2000: 220 người.
- Dân số năm 2010: 263 người.